# Aphrodita watasei
Aphrodita watasei är en ringmaskart som beskrevs av Izuka 1912. Aphrodita watasei ingår i släktet Aphrodita och familjen Aphroditidae. Inga underarter finns listade i Catalogue of Life.